# 月岡隆
月岡 隆（つきおか たかし、1951年（昭和26年）5月15日 - ）は、日本の石油実業家。出光興産特別顧問、元代表取締役会長、中東調査会顧問。2018年には第21代石油連盟会長に就任。出光出身の石油連盟会長は、出光計助、石田正實、出光裕治、天坊昭彦に続く史上5人目となった。

## 経歴
- 1951年 - 東京都生まれ。
- 1975年 - 慶應義塾大学法学部卒業。
  - 同年出光興産入社。
- 1992年 - 出光興産がプエルトリコで買収したガソリン販売会社の経営者として3年間現地に赴任。
- 2007年 - 執行役員。
- 2009年 - 取締役。
- 2010年 - 常務取締役。
- 2012年 - 副社長。
- 2013年 - 社長[2]。
- 2018年 - 会長[3]。
- 2020年 - 特別顧問[4]。
- 2021年 - みずほフィナンシャルグループ取締役[5]
- 2022年 - 名誉顧問
- 2023年 - 旭日重光章受章[6][7]